# Italia allo specchio
Italia allo specchio è stato un programma televisivo di genere rotocalco-talk show, contenitore pomeridiano di Rai 2 in onda dal lunedì al venerdì dalle 14:40 alle 16:15, dall'8 settembre 2008 al 29 maggio 2009.
Il programma aveva sostituito, in quella stagione, L'Italia sul 2, del quale aveva ripreso in gran parte la formula. Gli autori erano Roberto Milone, Sergio Bertolini, Manuela Cimmino, Sonia Petruso, Michele Presutti, Silvia Salvucci e Vito Sidoti.
Italia allo specchio, condotto in diretta da Francesca Senette, prendeva in esame due o tre argomenti ogni giorno attraverso alcuni servizi della redazione, interviste a ospiti ed esperti e collegamenti in diretta con gli inviati, come pure interviste a personaggi famosi o ai protagonisti della cronaca. Ogni tanto venivano toccate tematiche più "leggere", come il gossip e la televisione.
Durante ogni puntata veniva trasmessa una diversa mini fiction in tre parti nell'arco del programma, che proponeva un tema sociale d'attualità e veniva commentata da ospiti spesso ricorrenti tra cui lo psicologo Maurizio Bini, il massmediologo Igor Righetti, la disc jockey Anna Pettinelli, la giornalista Emanuela Falcetti, il sessuologo Marco Rossi, la scrittrice Barbara Alberti, l'attrice Lella Costa, lo psichiatra Alessandro Meluzzi, Costantino Della Gherardesca e altri personaggi della televisione.
Durante lo svolgimento della sesta edizione del reality show L'isola dei famosi, a quel tempo trasmesso da Rai 2 e condotto da Simona Ventura, Italia allo specchio vi dedicava giornalmente 40 minuti al reality show, ospitando inoltre uno dei suoi concorrenti in studio non appena questi fosse tornato dall'isola.
Nella stagione successiva il programma fu sostituito da due nuovi rotocalchi: Il fatto del giorno, condotto da Monica Setta, e L'Italia sul 2, tornato in onda dopo un anno di pausa, condotto da Milo Infante e Lorena Bianchetti.